# IGN (site web)
Pour les articles homonymes, voir IGN.
IGN (anciennement Imagine Games Network et officiellement IGN Entertainment Inc.) est un groupe multimédia créé par Jonathan Simpson-Bint gérant notamment un site internet anglophone de jeux vidéo. Fondé en 1996, il s'agit d'un des pionniers du jeu vidéo. Une version française exploitée par Webedia est lancée le 2 février 2015.
Le groupe appartient à J2 Global (en).

## Historique

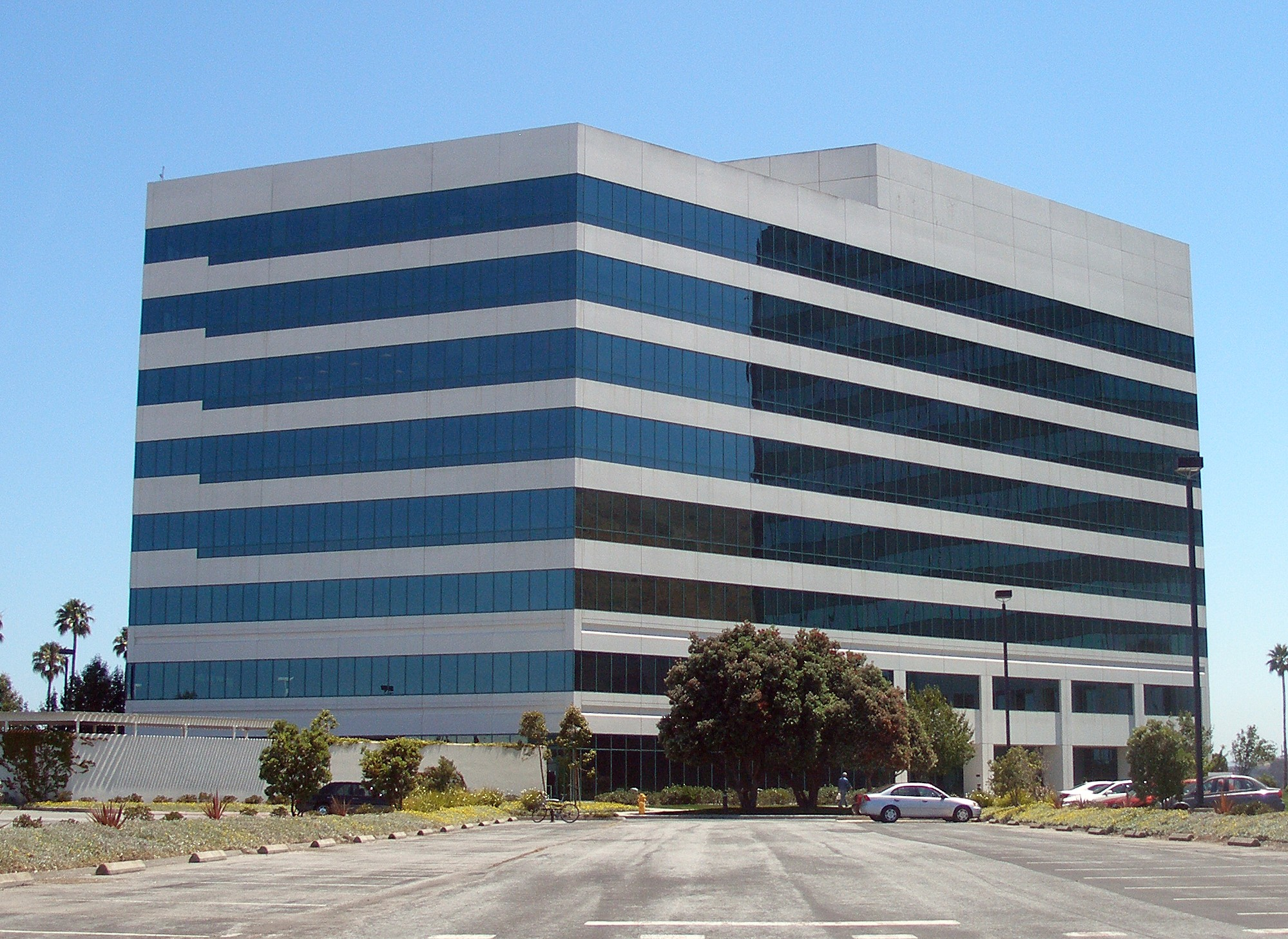
L'ancien siège d'IGN, à Brisbane, en Californie.

Fondé en septembre 1996 par Jonathan Simpson-Bint sous le nom d'Imagine Games Network (IGN), le groupe nait du regroupement de cinq sites internet au sein d'Imagine Publishing : N64.com (plus tard rebaptisé IGN64.com), PSXPower, SaturnWorld, Next-Generation.com et Ultra Game Players Online. En 1998, le réseau fusionne les sites individuels en un système de « chaînes », sous la marque IGN, nommé IGN.com. Next-Generation et Ultra Game Players Online n'ont alors pas fait partie de cette fusion : Ultra Game Players Online est dissout avec la disparition du magazine et Next Generation est mis « en attente ».
En 2004, IGN Entertainment prend le contrôle du site de critiques de cinéma Rotten Tomatoes (revendu en 2010) et lance Direct2Drive, site de distribution en ligne de jeux vidéo. 
En juin 2005, IGN.com revendique 24 millions de visiteurs uniques par mois, avec 4,8 millions d'utilisateurs enregistrés à travers tous les départements du site. IGN est classé parmi les 200 sites les plus visités selon Alexa Internet. En septembre 2005, IGN est acquis par News Corporation.
IGN est vendu au groupe de presse américain Ziff Davis en février 2013, une filiale de J2 Global (en).
En décembre 2014, Webedia annonce un accord de licence avec le groupe Ziff Davis pour lancer des sites sous franchise IGN au Brésil et en France en début d'année 2015. La version française d'IGN est lancée le 2 février 2015,.

## Controverses
En août 2018, le vidéaste Boomstick Gaming accuse le rédacteur Filip Miucin d'IGN d'avoir plagié son test vidéo du jeu Dead Cells. Le 7 août, IGN déclare avoir trouvé des « similitudes de taille » entre les deux tests et présente ses excuses. Le site annonce également que Miucin a été renvoyé.

## Anecdotes
"Too much water" est un meme internet associé à une critique publiée par le groupe en Novembre 2014 sur les jeux de la licence Pokemon Rubis Oméga et Pokemon Saphir Alpha,.

## Identité visuelle

Premier logo d'IGN.
Ancien logo.